# Qatar Steel
Qatar Steel Co. (QSC o QASCO) es una empresa multinacional de Catar fundada en 1974, propiedad del gobierno catarí desde 1997, y que dedica su actividad principal a la extracción de hierro y producción de acero. Su sede central está en Catar y mantiene una subsede en los Emiratos Árabes Unidos.
Inició su andadura con participación en un 30 por 100 del capital de empresas japonesas. Produce anualmente 1,2 millones de toneladas de acero fundido y tiene capacidad para producir 740.000 toneladas de acero laminado por año.
La empresa tiene otros sectores de negocios que desarrolla por empresas filiales en aluminio, carbón, petróleo y gas natural. Estas empresas se encuentran con sede en la propia Catar, en los Emiratos Árabes, en Dubái, Baréin y Mauritania.

## Historia
Fue incorporada el 14 de octubre de 1974, mediante el Decreto del Emir No. 130 bajo su antiguo nombre QASCO como la primera planta siderúrgica integrada en un país del Consejo de Cooperación para los Estados Árabes del Golfo. Era una empresa conjunta entre el Gobierno de Qatar 70% y dos empresas japonesas, Kobe Steel 20% y Tokyo Boeki 10%. Comenzó su plena operación y producción de acero en 1978 y en 1997, las acciones de Kobe Steel y Tokyo Boeki fueron adquiridas por el Gobierno de Qatar, que luego fueron transferidas a QatarEnergy y posteriormente a Industries Qatar (IQ) durante una reorganización en abril de 2003.